# (34055) 2000 OU41
2000 OU41 (asteroide 34055) é um asteroide da cintura principal. Possui uma excentricidade de 0.14481970 e uma inclinação de 12.87243º.
Este asteroide foi descoberto no dia 30 de julho de 2000 por LINEAR em Socorro.